# 제 헌공
제 헌공(齊獻公, ? ~ 기원전 851년, 재위 기원전 859년 ~ 기원전 851년)은 제나라의 제7대 공작으로, 이름은 산(山)이다.

## 사적
형 제 애공 사후 뒤를 계승한 제 호공이 서울을 영구에서 박고(薄姑)로 옮기자, 제 헌공은 호공에게 원망을 품고, 옛 서울인 영구 사람들과 함께 호공을 습격하여 죽이고 스스로 임금이 되었다. 원년(기원전 859년)에 호공의 아들들을 쫓아내고, 서울을 박고에서 임치로 옮겼다. 재위 9년 만에 죽어, 아들 제 무공이 뒤를 이었다.

## 가정
- 제 계공 (아버지)
  - 제 애공 (형)
  - 제 호공 (형)
  - 제 헌공
    - 제 무공 (아들)